# Anton Sjunin
Anton Vladimirovitj Sjunin (på russisk Антон Владимирович Шунин) (født 27. januar 1987 i Moskva, Sovjetunionen) er en russisk fodboldspiller, der har tilbragt hele sin seniorkarriere, startende i 2004, som målmand hos den russiske ligaklub Dynamo Moskva. Han var også tilknyttet klubben ti år som ungdomsspiller.

## Landshold
Sjunin har (pr. 26. maj 2012) spillet to kampe for det russiske landshold, som han debuterede for den 27. august 2007 i en venskabskamp mod Polen.